# Puy-Guillaume
Puy-Guillaume é uma comuna francesa na região administrativa de Auvérnia-Ródano-Alpes, no departamento Puy-de-Dôme. Estende-se por uma área de 25,09 km². Em 2010 a comuna tinha 2 818 habitantes (densidade: 112,3 hab./km²).